# Hiena Roku
Hiena Roku – antynagroda przyznawana przez Stowarzyszenie Dziennikarzy Polskich dziennikarzom, którzy zdaniem tej organizacji wyróżnili się „szczególną nierzetelnością i lekceważeniem zasad etyki dziennikarskiej”.
Antynagroda, którą piętnuje się autorów publikacji prasowych, radiowych, telewizyjnych lub internetowych takich, którzy, zdaniem SDP, przynoszą dyshonor wiarygodnym środkom przekazu. Dotyczy to dziennikarzy, których Stowarzyszenie uznało za żerujących na plotkach i pomówieniach, posługujących się językiem wulgarnym i obscenicznym. Stowarzyszenie nie uznaje takich osób za godnych nazywania dziennikarzami.
Zgłoszenia kandydatur do tytułu Hieny Roku składa się w sekretariacie stowarzyszenia. Decyzję o przyznaniu tytułu Hieny Roku podejmuje Zarząd Główny SDP w porozumieniu z jury dorocznych nagród SDP i po zasięgnięciu opinii Rady Etyki Mediów.
W 2016 zawieszono przyznawanie antynagrody na czas nieokreślony, ponownie zaczęto je przyznawać w 2023, po 8 latach przerwy (okres zbieżny z rządami Zjednoczonej Prawicy).

## Kontrowersje
Kapitule przyznającej tę antynagrodę zarzuca się działanie z pobudek politycznych i przyznawanie tytułów przeciwnikom politycznym; jako że SDP postrzegane jest jako organizacja prawicowa, „Hieny Roku” otrzymują dziennikarze lewicowi. W roku 2015 SDP wskutek protestu środowisk dziennikarskich zawiesiło przyznany tytułu roku 2014 dla Wojciecha Czuchnowskiego. W tym samym roku SDP musiała również przepraszać Przemysława Orcholskiego po przegranym procesie sądowym za „całkowicie bezpodstawne i nieuzasadnione” nadanie tytułu.

## Laureaci tytułu Hieny Roku
| Rok       | Laureat                                                  | Uzasadnienie | Źródło               |
| --------- | -------------------------------------------------------- | --- | -------------------- |
| 1999      | Marcin Wrona                                             | „za program Pod napięciem z Cetunia emitowany 17 stycznia 1999 r. w TVN” | [ 8 ]                |
| 2000      | TVP Łódź                                                 | „za nadanie sprzecznego z podstawowymi zasadami etyki i warsztatu dziennikarskiego wywiadu z Grzegorzem Piotrowskim, zabójcą ks. Jerzego Popiełuszki” | [ 9 ]                |
| 2001      | Witold Krasucki i Grzegorz Nawrocki                      | „za autorstwo programu telewizyjnego Dramat w trzech aktach, emitowanego 17 i 19 czerwca w TVP1.” | [ 10 ]               |
| 2002      | Viva!                                                    | „za komercyjne wykorzystanie powagi śmierci - ilustrując w nr. 11 z 3 czerwca 2002 r. wywiad z Justyną Steczkowską zdjęciami z sesji fotograficznej na grobie jej niedawno zmarłego ojca” | [ 11 ]               |
| 2003      | Przemysław Orcholski                                     | „za liczne manipulacje faktami i wypowiedziami oraz niegodne dziennikarza komentarze w Wiadomościach TVP” - po procesie sądowym przeproszony przez SDP za „całkowicie bezpodstawne i nieuzasadnione” nadanie tytułu | [ 12 ]               |
| 2004      | Fakt                                                     | "za naruszenie ludzkiej godności poprzez publikację drastycznego zdjęcia rozebranych do naga przez policję, leżących na ulicy, zwłok zamordowanego człowieka. Za brak szacunku dla ludzkiej tragedii, z której uczyniono sensację." | [ 13 ]               |
| 2005      | Fakt                                                     | „za dziennikarską nierzetelność, polegającą na opublikowaniu na pierwszej stronie w dniu 17 października 2005 r. zdjęcia niewinnego człowieka jako «bohatera» skandalu pedofilskiego z podpisem «Ten zboczeniec jest na wolności».” | [ 14 ]               |
| 2006      | Jakub Urbański                                           | „za artykuł «Donos Pana Cogito», opublikowany w 33/34 numerze Wprost” | [ 15 ]               |
| 2007      | Życie Łomianek                                           | „za naruszenie godności zmarłego i obrażanie uczuć jego najbliższych przez publikację w dniu 28 czerwca 2007 dwóch zdjęć zwłok wyciąganych za nogę z wody i ciała leżącego na trawie” | [ 16 ]               |
| 2008      | Axel Springer Verlag                                     | „za podjudzanie przeciwko sobie Polaków i Niemców poprzez artykuły towarzyszące - w polskich i niemieckich gazetach tego wydawnictwa - europejskim mistrzostwom w piłce nożnej.” | [ 17 ]               |
| 2009      | Dziennik Polska-Europa-Świat, pierwotnie Wojciech Cieśla | Pierwotnie za "niezwykłe zdolności bajkopisarskie w dziennikarstwie" autora wywiadu, później rozszerzono na osoby odpowiedzialne za ukazanie się artykułu | [ 18 ] [ 19 ]        |
| 2010      | Antynagrody nie przyznano                                | Antynagrody nie przyznano | [ 20 ]               |
| 2011      | Antynagrody nie przyznano                                | Antynagrody nie przyznano | [ 21 ]               |
| 2012      | Michał Figurski i Kuba Wojewódzki                        | Za audycję radiową, która „zamiast służyć ludziom, poniża ich i traktuje instrumentalnie” | [ 22 ]               |
| 2013      | Ralph Buechi oraz Grzegorz Hajdarowicz (ex aequo)        | Buechi: „za przykład niedopuszczalnego i kreującego mechanizm autocenzury ingerowania wydawcy w niezależność redakcji i dziennikarza towarzyszący publikacji pt. Kadisz za milion dolarów” Hajdarowicz: „za łamanie zasad etyki środków masowego przekazu poprzez pozbawienie opieki prawnej dziennikarzy wydawanych przez jego spółkę Presspublikę tytułów prasowych w sprawach dotyczących okresu ich pracy w jego wydawnictwach” | [ 23 ]               |
| 2014      | Piotr Stasiński i Wojciech Czuchnowski (ex aequo)        | „za lekceważące i pozbawione empatii oraz zawodowej solidarności wypowiedzi na temat zatrzymania i aresztowania dziennikarzy, którzy wykonywali swoje obowiązki zawodowe w miejscu i w czasie protestu w siedzibie Państwowej Komisji Wyborczej w Warszawie 20 listopada [2014]”. Tytuł zawieszono dla Czuchnowskiego po proteście środowisk dziennikarskich.                                                                       | [ 24 ]               |
| 2015      | Tomasz Lis                                               | „wielokrotnie łamał zasady etyki dziennikarskiej, w szczególności w nadanym 18 maja 2015 r. programie telewizyjnym Tomasz Lis na żywo.” | [ 25 ]               |
| 2016–2022 | Antynagroda zawieszona                                   | Antynagroda zawieszona | [ 1 ] [ 3 ]          |
| 2023      | Marcin Gutowski i Ekke Overbeek                          | „za niewiarygodne i nierzetelne, niezgodne z etyką dziennikarską i zasadami dziennikarskiego profesjonalizmu oraz warsztatem badań historycznych, publikacje atakujące św. Jana Pawła II” | [ 26 ] [ 27 ] [ 28 ] |
| 2024      | Dorota Wysocka-Schnepf i Grzegorz Nawrocki               | „wspomniane osoby naruszyły prawie wszystkie zasady, jakich w cywilizowanym świecie winni przestrzegać dziennikarze” w programie z cyklu Niebezpieczne związki na antenie TVP Info z dnia 10 października 2024 r. – „Czy PiS odpowie za finansowanie Rydzyka” | [ 29 ] [ 30 ]        |

### 1999
Pierwszym laureatem Hieny Roku został Marcin Wrona, dziennikarz TVN, za jedno z wydań swojego autorskiego programu Pod napięciem, wyemitowane 17 stycznia 1999. Program nadawany był na żywo ze wsi Cetuń, gdzie kilka dni wcześniej znaleziono zwłoki noworodków. O morderstwo została oskarżona ich matka i jej konkubent. Prowadzący program dociekał, „dlaczego matka dwanaściorga dzieci dopuściła się zbrodni” (taką tezę założono na wstępie). Odpowiedzi na to pytanie poszukiwał w dyskusjach z mieszkańcami wsi, w tym z dziećmi.
Ostatecznie sąd uznał, że noworodki urodziły się martwe bądź zmarły tuż po urodzeniu. Skazał jednak ich matkę i jej konkubenta na 8 lat pozbawienia wolności za usiłowanie zabójstwa.
W uzasadnieniu przyznania tytułu napisano: Dziennikarską powinność poszukiwania prawdy sprowadził do pogoni za tanią sensacją, łamiąc etyczne i profesjonalne zasady szacunku dla godności człowieka, instrumentalnie traktując swych rozmówców – wśród nich dzieci i wydając wyrok, zanim wypowiedział się sąd.

### 2000
Drugim laureatem Hieny Roku został Oddział TVP w Łodzi „za nadanie sprzecznego z podstawowymi zasadami etyki i warsztatu dziennikarskiego wywiadu z Grzegorzem Piotrowskim, zabójcą księdza Jerzego Popiełuszki”.
9 marca 2000 przebywający na przepustce z więzienia Piotrowski wziął udział w promocji antyklerykalnego czasopisma „Fakty i Mity” w łódzkim Grand Hotelu. Relacja ze specjalnie urządzonej konferencji prasowej zdominowała popołudniowe wiadomości lokalnej telewizji. Po relacji w TVP Łódź nadano kilkunastominutową rozmowę z Piotrowskim, zakończoną planszą z podziękowaniami dla „Faktów i Mitów”. Podczas wywiadu Piotrowski stwierdził, że Popiełuszko nie został zamordowany, lecz „sam się udusił”. Sąd penitencjarny, który kilkakrotnie odmówił mu prawa do przedterminowego zwolnienia, nazwał cyrkiem, a sędziów – klaunami. Za tę zniewagę został później skazany na 8 miesięcy więzienia i grzywnę.
W uzasadnieniu tytułu dla TVP-Łódź podkreślono, że wywiad z Piotrowskim nosił „sensacyjny tytuł”: Nie zabiłem księdza Popiełuszki – mówi Grzegorz Piotrowski. Tytuł ten nie miał jednak żadnego pokrycia w przebiegu rozmowy. Co więcej, zdaniem SDP, dziennikarze przygotowujący wywiad „wykazali całkowitą nieporadność” i „nie zadali ani jednego niewygodnego i dociekliwego pytania”. W efekcie rozmowa stała się „niczym nie usprawiedliwionym popisem oratorskim Piotrowskiego, obrażającym elementarne poczucie sprawiedliwości i szacunek dla prawa”.

### 2001
W 2001 roku tytuł otrzymali Witold Krasucki i Grzegorz Nawrocki, autorzy programu telewizyjnego Dramat w trzech aktach, z uzasadnieniem: „nie zachowali bezstronności w relacjach, rzetelności i dokładności w informacjach, nie przedstawili dokumentów mogących potwierdzić finansowanie znanych polityków ze źródeł FOZZ, ponadto manipulowali materiałami filmowymi”. Podkreślono także współodpowiedzialność osób, które zdecydowały o emisji programu.
Program telewizyjny Dramat w trzech aktach został wyemitowany 17 i 19 czerwca 2001 w TVP1, trzeciej części nie wyemitowano. Stawiał tezę, że Jarosław Kaczyński i jego brat Lech, jako liderzy Porozumienia Centrum we wczesnych latach 90. tolerowali przyjmowanie łapówek przez swoich podwładnych – Adama Glapińskiego i Macieja Zalewskiego. Pieniądze na łapówki miały rzekomo pochodzić z Funduszu Obsługi Zadłużenia Zagranicznego. Tezy filmu opierały się na wywiadach z podejrzanym o wyprowadzanie pieniędzy z FOZZ Januszem Cliffem Pineiro oraz byłym oficerem wywiadu PRL Jerzym Klembą.
Bracia Kaczyńscy po emisji filmu złożyli pozew przeciwko TVP. W 2004 nowe władze TVP na czele z Janem Dworakiem, który zastąpił na stanowisku prezesa Roberta Kwiatkowskiego, na mocy zawartej ugody, przeprosiły Kaczyńskich.

### 2002
W roku 2002 tytuł Hieny przypadł dwutygodnikowi „Viva!”, „za komercyjne wykorzystanie powagi śmierci” w wywiadzie z piosenkarką Justyną Steczkowską. Wywiad ten został zilustrowany zdjęciami piosenkarki opłakującej na Cmentarzu Powązkowskim w Warszawie jej zmarłego trzy lata wcześniej ojca, w rzeczywistości pochowanego na cmentarzu w Stalowej Woli.

### 2003
Za „liczne manipulacje faktami i wypowiedziami oraz niegodne dziennikarza komentarze w Wiadomościach TVP” otrzymał w 2003 tytuł Hieny Roku Przemysław Orcholski.
W 2015 roku, po wyroku Sądu Najwyższego, SDP przeprosiło Orcholskiego za „całkowicie bezpodstawne i nieuzasadnione” nadanie tytułu w dziale Reklama.
Orcholski otrzymał tę antynagrodę przede wszystkim za komentarz towarzyszący utrzymanemu w tonie sensacyjnym materiałowi, dotyczącemu pomyłki, którą popełnił ówczesny prezydent Warszawy Lech Kaczyński w oświadczeniu majątkowym. Kaczyński nie uwzględnił w nim dochodów uzyskanych z pensji poselskiej. Komentarz Orcholskiego brzmiał: ...za taką pomyłkę, czyli po prostu podanie nieprawdziwych informacji, grozi 5 lat więzienia. Gdyby zapadł wyrok skazujący, Lech Kaczyński musiałby ustąpić z fotela prezydenta Warszawy, ale prawdopodobnie nie będzie ani wyroku ani nawet aktu oskarżenia, będzie za to wstyd, bo tytuł profesora zobowiązuje. Jury uzasadniało przyznanie antynagrody dziennikarzowi TVP w następujący sposób: Orcholski feruje wyroki, oceny i sugestie zapominając podać informację, że 150 polityków popełniło podobny błąd w oświadczeniach podatkowych. Ten brak informacji fałszuje sprawę a pouczanie co wypada profesorowi prawa, a co nie, jest po prostu niedopuszczalnym brakiem kultury, co nie przystaje dziennikarzowi. 

### 2004
Laureatem antynagrody w 2004 został dziennik „Fakt” "za naruszenie ludzkiej godności poprzez publikację drastycznego zdjęcia rozebranych do naga przez policję, leżących na ulicy, zwłok zamordowanego człowieka. Za brak szacunku dla ludzkiej tragedii, z której uczyniono sensację".

### 2005
W 2005 roku tytuł ponownie przypadł „Faktowi”. Antynagrodę przyznano za umieszczenie 17 października 2005 na pierwszej stronie pisma zdjęcia niewinnego mężczyzny, opatrzonego tytułem Ten zboczeniec jest na wolności. 
Zdjęcie towarzyszyło artykułowi, w którym krytykowano sąd za zwolnienie z aresztu dyrektora firmy będącej wydawcą lokalnego tygodnika „Przegląd Koniński” (stawiane mu zarzuty pedofilii nie potwierdziły się). Przez pomyłkę „Fakt” umieścił jednak nie zdjęcie podejrzanego, lecz zdjęcie Stanisława P., powszechnie znanego redaktora naczelnego „Przeglądu Konińskiego”. Następnego dnia „Fakt” w niewielkiej notce zamieścił wyjaśnienie i przeprosiny za nieporozumienie. Stanisława P. wniósł do sądu pozew przeciwko redaktorowi naczelnemu „Faktu”, Grzegorzowi P. Sąd Okręgowy w Warszawie nakazał przeproszenie Stanisława P. oraz zasądził wpłacenie 100 tys. złotych na cel społeczny.

### 2006
W 2006 Hieną Roku został Jakub Urbański za artykuł pt. Donos Pana Cogito, opublikowany w tygodniku „Wprost”. W artykule tym Urbański, powołując się na dokumenty IPN, sugerował, że Zbigniew Herbert był współpracownikiem SB, choć równocześnie zaznaczył, że Herbert nigdy nie podpisał zobowiązania do współpracy.
Artykuł wzbudził niemal powszechną falę krytyki w polskich mediach. Już następnego dnia redaktor naczelny „Wprost” Piotr Gabryel opublikował komunikat, w którym stwierdził, że Herbert nigdy i w żadnej formie nie współpracował z SB, a jego kontakty ze służbami były bezwzględnie na nim wymuszane. W oświadczeniu wysłanym do PAP Gabryel przeprosił też żonę poety i czytelników pisma, tłumacząc że „intencją autora artykułu i redakcji nie było sugerowanie, że Zbigniew Herbert współpracował z SB, a jedynie zasygnalizowanie, jak bardzo bezpieka w PRL-u niszczyła ludzi”.

### 2007
Hienę za rok 2007 otrzymał tygodnik „Życie Łomianek” za „naruszenie godności zmarłego i obrażanie uczuć jego najbliższych” poprzez opublikowanie 28 czerwca 2007 dwóch zdjęć „zwłok wyciąganych za nogę z wody i ciała leżącego na trawie”.

### 2008
W 2008 Zarząd Główny SDP, w reakcji na rezolucję Związku Dziennikarzy Niemieckich Landu Hesji, przyznał tytuł Hieny Roku wydawnictwu Axel Springer Verlag „za podjudzanie przeciwko sobie Polaków i Niemców poprzez artykuły towarzyszące – w polskich i niemieckich gazetach tego wydawnictwa – europejskim mistrzostwom w piłce nożnej”.
Chodziło o serię artykułów, które podczas Mistrzostw Europy w 2008 roku ukazały się w należących do Axela Springera dziennikach: polskim „Fakt” i niemieckim „Bild”, w których obie gazety wzajemnie obrzucały stronę przeciwną obelgami z podtekstem nacjonalistycznym. Zdaniem dziennikarzy niemieckiego tygodnika „Die Zeit” Axel Springer „kolejny już raz inscenizuje konflikt, który toczy się po obu stronach Odry na zasadzie lustrzanego odbicia (...) Springer zawsze chętnie jątrzy – po obu stronach”.

### 2009
W roku 2009 tytuł Hieny Roku przypadł Wojciechowi Cieśli, dziennikarzowi „Dziennika” za wywiad pt. Taki przekręt robią ludzie, którzy chowają pieniądze, za „niezwykłe zdolności bajkopisarskie w dziennikarstwie”. Cieśla był jednym z autorów (obok Michała Majewskiego) serii artykułów, w których zarzucano posłowi Januszowi Palikotowi, że otrzymuje pożyczki od firm z rajów podatkowych. Jednemu z artykułów towarzyszył zapis wywiadu Wojciecha Cieśli z Jackiem Chwedorukiem, prezesem zarządu banku Rothschild Polska, w którym miał on stwierdzić, że operacje finansowe Palikota „to jest w jakiś sposób przekręt”. Po ukazaniu się tego wywiadu Chwedoruk zaprzeczył, że są to jego słowa oraz stwierdził, że nigdy nie rozmawiał z Cieślą. Dziennikarz przyznał, że „doszło do pomyłki” i po kilku dniach przeprosił Chwedoruka. Stwierdził również, że nie wie, kto był jego rzeczywistym rozmówcą.
24 lutego 2010 roku Stowarzyszenie Dziennikarzy Polskich zmieniło decyzję o indywidualnej Hienie Roku 2009 dla Wojciecha Cieśli i przyznało ją członkom redakcji „Dziennika” odpowiedzialnym za ukazanie się publikacji. W związku z ustaleniem faktów potwierdzających błędy i zaniedbania redakcyjne wielu osób zaangażowanych w powstanie i opublikowanie „wywiadu”, uznano, że Hiena Roku powinna rozłożyć się na wszystkie odpowiedzialne osoby.

### 2010–2011
W latach 2010–2011 Zarząd Główny SDP nie przyznał nikomu tytułu Hieny Roku. W 2010 roku uzasadniono decyzję w następujący sposób: Miniony rok przyniósł zaostrzenie konfliktu politycznego w Polsce. Część odpowiedzialności za tę sytuację spada także na środowisko dziennikarskie. W polskich mediach znalazło się zbyt wiele przypadków nierzetelności, stronniczości i pogoni za sensacją, abyśmy mogli wskazać jeden przykład tak jaskrawo odbiegający od innych, by napiętnować go Hieną Roku, a w uzasadnieniu z 2011 roku zwrócono uwagę na głęboki kryzys w polskim dziennikarstwie: Zamazanie się linii oddzielającej dziennikarstwo od polityki, brak otwarcia na człowieka, zwiększająca się liczba tematów tabu, niekompetencja, nie odróżnianie tematów poważnych od niepoważnych, życie sensacją, umożliwianie politykom dyskusji na najniższym poziomie, uleganie ustalanej przez nich agendzie podejmowanych tematów, nieodporność na manipulacje ze strony służb specjalnych, zgubienie hierarchii wartości – tak wyglądała w 2011 roku ciemna strona polskiego dziennikarstwa.

### 2012
Tytuł Hieny Roku 2012 otrzymali Michał Figurski i Kuba Wojewódzki za audycję radiową, która „zamiast służyć ludziom, poniża ich i traktuje instrumentalnie”. Wyróżnienie przyznano w związku z wypowiedziami w audycji Poranny WF na antenie Radia Eska Rock z 12 czerwca 2012 roku, które uznano za poniżające Ukrainki. Obu prezenterom postawiono zarzuty prokuratorskie za znieważenie z powodów narodowościowych. Na sprawę zareagowały m.in. Ministerstwa Spraw Zagranicznych Polski i Ukrainy. Program zdjęto z anteny, a z prezenterami rozwiązano umowy. KRRiT nałożyła na radio karę pieniężną, ostatecznie wyniosła ona 50 tys. Za ten program KRRiT już wcześniej dwukrotnie nakładała na stację karę po 50 tys., również prezenterzy mieli już wcześniej postawione oskarżenie o znieważenie.

### 2013
Tytuł Hieny Roku 2013 otrzymali ex aequo Grzegorz Hajdarowicz (ówczesny właściciel wydawcy czasopism Presspublica) oraz Ralph Buechi (ówczesny kierownik Działu Międzynarodowego Axel Springer AG i przewodniczący Rady Nadzorczej Ringier Axel Springer Polska reprezentującego wydawcę czasopisma „Forbes Polska”). Hajdarowiczowi tytuł został przyznany tytuł „za łamanie zasad etyki środków masowego przekazu poprzez pozbawienie opieki prawnej dziennikarzy wydawanych przez jego spółkę Presspublikę tytułów prasowych w sprawach dotyczących okresu ich pracy w jego wydawnictwach”. Buechi natomiast otrzymał ją „za przykład niedopuszczalnego i kreującego mechanizm autocenzury ingerowania wydawcy w niezależność redakcji i dziennikarza towarzyszący publikacji pt. Kadisz za milion dolarów”.

### 2014
Tytuł Hieny Roku 2014 otrzymali dziennikarze „Gazety Wyborczej” Wojciech Czuchnowski i Piotr Stasiński „za lekceważące i pozbawione empatii oraz zawodowej solidarności wypowiedzi na temat zatrzymania i aresztowania dziennikarzy, którzy wykonywali swoje obowiązki zawodowe w miejscu i w czasie protestu w siedzibie Państwowej Komisji Wyborczej w Warszawie 20 listopada [2014]”.
Tytuł dla Wojciecha Czuchnowskiego został zawieszony po proteście środowisk dziennikarskich. Sam Czuchnowski decyzję SDP skwitował słowami: „Wasze łaskawe "zawieszenie" jest śmieszne, żałosne i pogłębia tylko Waszą autokompromitację”.

### 2015
Tytuł Hieny Roku 2015 otrzymał Tomasz Lis, który według uzasadnienia „wielokrotnie łamał zasady etyki dziennikarskiej, w szczególności w nadanym 18 maja 2015 r. programie telewizyjnym Tomasz Lis na żywo. Podał wtedy fałszywą informację o rzekomo dokonanym przez córkę kandydata na prezydenta kompromitującym wpisie na Twitterze, co mogło wpłynąć na wynik wyborów. Nie dochował staranności wymaganej od dziennikarza. Nie sprawdził faktów, zdeprecjonował córkę kandydata, pozwalając zaproszonemu gościowi na obraźliwe rozważania. Informacja ta, podana na kilka dni przed II turą wyborów, nie została odpowiednio sprostowana”.